# Rhynchostegium crassinervium
Rhynchostegium crassinervium là một loài rêu trong họ Brachytheciaceae. Loài này được Taylor De Not. mô tả khoa học đầu tiên năm 1867.